# Callistege aurantiaca
Callistege aurantiaca là một loài bướm đêm trong họ Erebidae.